# Fănică Luca

Naistul Fănică Luca și orchestra Nicu Stănescu

Fănică Luca (numele de scenă al lui Ștefan Luca Iordache, n. 5 aprilie 1894, Ploiești, România – d. 26 octombrie 1968, București, România) a fost un naist virtuoz, vocalist și șef de orchestră, rom din România.

## Biografie
La vârsta de 6 ani, în 1900 se duce la școală, având-o ca profesoară pe scriitoarea Smara, care a făcut apel la părinții mai bogați ai elevilor săi pentru a-i ajuta pe Fănică și alți câțiva copii foarte săraci. Primul nai primit de la tatăl său avea doar 12 tuburi. La 16 ani, pleacă pentru prima oară în străinătate la Smirna și Istanbul, împreuna cu orchestra lui Carabulea. În anul 1916 este încorporat și trimis pe front în cel de-al doilea război mondial, cade prizonier și stă 9 luni într-un lagăr german din Semendria. Este adus ca sondor la Câmpina de unde fuge din lagăr și reîncepe activitatea de lăutar, dar în 1919 se reintegrează în armata română până în 1920, când este desconcentrat și distins cu decorațiile "Serviciul credincios cu spade, bărbăție și credință" clasa a III-a.
Este considerat unul dintre cei mai talentați naiști din toate timpurile, fiind apreciat de compozitorul George Enescu drept „cel mai bun suflător pe care l-am auzit până azi (Expoziția Universală de la New York, 1939 – n.ed.)”. Genurile pe care le-a abordat au fost muzica lăutărească (vocală), populară, café-concert și romanțe. A activat în taraful lui Grigoraș Dinicu împreună cu care a concertat la Paris, fiind remarcat de Ministerul Educației care l-a decorat cu Ordinul Palmes académiques al Academiei Franceze în grad de ofițer.
Fănică Luca a fost și un pasionat profesor de nai, el fiind cel care a înființat prima catedră de nai din România. Între elevii care au studiat sub îndrumarea lui se numără naiști de mare talent, precum Damian Luca (nepotul său), Nicolae Pîrvu, Radu Simion, Gheorghe Zamfir.

## Distincții
- titlul de Artist Emerit al Republicii Populare Române (28 aprilie 1951)[8]
- Ordinul Muncii clasa a II-a (8 aprilie 1954) „cu ocazia împlinirii vîrstei de 60 de ani și pentru merite deosebite pe tărîmul dezvoltării artei populare din țara noastră”[9]
- Ordinul „Meritul Cultural” clasa a II-a (12 septembrie 1968) „pentru merite deosebite în activitatea muzicală”[10]